# Magos del lápiz
Pulgarcito presenta las mejores historietas de, más conocida por su subtítulo de Magos del lápiz, fue una colección de tebeos lanzada por Editorial Bruguera en 1949 que recopilaban de forma monográfica las series que habían aparecido previamente en Pulgarcito. Estaba diseñada por Guillermo Cifré, y la portada de cada número incluía una ilustración inédita del autor de la serie en cuestión, además de su retrato fotográfico en el margen inferior izquierdo.

## Trayectoria editorial
Magos del lápiz vino a sustituir a Vacaciones todo el año, que sólo alcanzó las doce entregas. Ya en 1950, Bruguera publicó otra colección similar, Magos de la Risa. Magos del lápiz rondó los 37 números:
| N.º | Serie                 | Autor | Fecha |
| --- | --------------------- | ----- | ----- |
| 15  | Doña Urraca           | Jorge | 1949  |
| 23  | Carioco               | Conti | 1950  |
| 27  | El repórter Tribulete | Cifré | 1950  |

## Valoración
Magos del lápiz fue una propuesta adelantada a su tiempo hasta el punto de considerarse un precedente de la exitosa Colección Olé, aparecida veinte años después.